# 羅克維爾 (密蘇里州)
羅克維爾（英語：Rockville）是位於美國密蘇里州貝茨縣的城市。

## 人口
根據2020年美國人口普查的數據，羅克維爾的面積為0.85平方千米，皆為陸地。當地共有人口135人，而人口密度為每平方千米159人。